# Башни Тригантер
Башни Тригантер (The Tregunter Towers, 地利根德閣) — гонконгский высотный жилой комплекс, расположенный в округе Сентрал-энд-Вестерн, в районе пика Виктория. Состоит из трёх башен: построенной в 1993 году в стиле модернизма 66-этажной башни Тригантер 3 (220 м) и построенных в 1981 году 35-этажной башни Тригантер 2 и 34-этажной башни Тригантер 1. Башня Тригантер 3 с 1993 по 2001 год была самым высоким полностью жилым небоскрёбом в мире. Также в состав комплекса входят клуб с рестораном и спортивными залами, открытые теннисные корты и бассейн. 